# Ekatarina Velika
Ekatarina Velika (с серб. — «Екатерина Великая»), также известна как EKV, ЕКВ — югославская и сербская рок-группа из Белграда, один из успешнейших музыкальных коллективов Югославии, популярность к которой пришла в конце 1980-х — начале 1990-х годов. Группа прекратила своё существование в 1994 году после смерти своего фронтмена.
Основа группы состояла из вокалиста и гитариста Милана Младеновича, клавишницы Маргиты Стефанович и бас-гитариста Бояна Печара. Другие музыканты выступали совместно с группой только на концертах, не являясь постоянными участниками коллектива.

## История

### Начало
«Екатарина Велика» появилась в феврале 1982 после распада new-wave-группы «Шарло Акробата». Гитарист Милан Младенович и басист Душан «Коя» Коич, основатели группы, разошлись во мнениях о продолжении деятельности коллектива, что привело к его распаду. Коич ушёл в группу «Дисциплина Кичме» (серб. Позвоночник), а Младенович создал тем временем свою группу под названием «Katerina II».
В состав группы вошли гитарист Драгомир «Гаги» Михайлович, басист Зоран «Сваба» Радомирович и ударник Душан Деянович. Название было взято в честь бывшей девушки Михайловича, которую звали Катарина. Но в октябре Радомирович и Деянович ушли из группы, а на место ударника пришёл Бранко «Манго» Кустрин. После первых репетиций группа объявила о поиске клавишника для коллектива, а вскоре в состав пришла Маргита Стефанович, у которой было профессиональное музыкальное образование. Кустрин покинул группу через месяц, на его место пришёл старый знакомый Милана Иван «Вд» Вдович. Вскоре в составе появился и бас-гитарист Боян Печар.
После изменений в составе сформировался относительный «костяк»: Милан Младенович, Боян Печар, Маргита Стефанович, Драгомир Михайлович и Иван Вдович. Они начинают работу над дебютным альбомом.

### 1980-е годы

#### 1984: Katarina II
В 1983 году группа приняла участие в загребском биеннале, где получила много позитивных отзывов. Вскоре участники начали готовиться к записи первого альбома совместно с актёром Святославом Лесичем. Работа шла в студии «Друга мака», которая принадлежала Енко Лесичу, музыканту из группы «Шарло Акробата». К несчастью, материал оказался непригодным для издания, а группа вынуждена была перезаписать альбом в люблянской студии РТВ. Директором студии был Срджан Марьянович.
В 1984 году наконец вышел альбом «Катарина II». Большая часть текстов была написана Младеновичем. Впрочем, песни «Vrt» (серб. Сад) и «Platforme» (серб. Платформы) были написаны Михайловичем, композиция «Kad krenem ka…» (серб. Когда пойду к...) — Маргитой, а «Treba da se čisti» (серб. Должно быть очищено) была создана всей группой.
После выхода альбома между Младеновичем и Михайловичем случился скандал и разлад. Более того, Михайлович оказался в тюрьме из-за проблем с законом. После освобождения он был проинформирован о своём исключении из группы, однако он закрепил за собой все права на название «Katarina II». Музыканты были вынуждены сменить название коллектива на «Ekatarina Velika», выбранное в честь императрицы России Екатерины II Алексеевны. Впоследствии участниками ещё использовалась и аббревиатура EKV. После этого группу покинул ещё один музыкант, на этот раз Иван Вдович. Причиной ухода стали проблемы с наркотиками. Вместо него в группу пришёл Иван «Фирчи» Феце.

#### 1985: Ekatarina Velika
Популярность группы возрастала после гастролей в стране. Группа давала концерты в Белграде, Загребе и Любляне. В 1985 году группа записала второй альбом «Ekatarina Velika» в загребской студии «SIM studio». В записи приняли участие Милан, Маргита, Боян и Феце, продюсировал альбом Владимир Смолец. В композициях преобладали быстрые и энергичные ритмы. На обложке альбома участники были изображены в образе американских индейцев.
Известными песнями стали «Oči boje meda» (серб. Глаза цвета меда), «Tattoo» (с англ. — «Татуировка») и «Modro i zeleno». 22 марта 1985 группа впервые отправилась за границу, выступив на фестивале «Дни культуры» в итальянском Турине. В Загребе на фестивале «Bolje vas našli» группа дала ещё один концерт.
В конце 1985 года Иван Феце отправился служить в армию, а его заменил ещё один барабанщик Иван «Рака» Ранкович.

#### 1986: S' vetrom uz lice
В 1986 году «EKV» выпустила третий альбом «S' vetrom uz lice» (серб. Против ветра), который стал прорывом для команды и возвёл её в ранг звёзд. Продюсированием занимались Драга Чачинович, Милан Младенович и Маргита Стефанович. В композициях альбома уже преобладали оттенки синти-попа: 8-битный семплер E-MU Emulator II и драм-машины. Среди песен выделяются «Budi sam na ulici» (серб. Будь сам на улице), «Ti si sav moj bol» (серб. Ты - вся моя боль), «Novac u rukama» (серб. Деньги в руках) и «Kao da je bilo nekad» (серб. Как будто было когда-то).
Критики отметили доступность альбома и простые аранжировки вкупе с лёгкими мелодиями. Благодаря этому альбому группа стала выступать на каждом музыкальном концерте. А 2 ноября 1986 в клубе «Kulušić club» был записан концертный альбом «19LIVE!86», вышедший через год. В Белграде группа завершила свои гастроли концертом в Молодёжном центре. Весною Ивана Ранковича сменил новый барабанщик Срджан Тодорович.

#### 1987: Ljubav
Во второй половине 1987 года вышел четвёртый альбом группы «Ljubav» (серб. Любовь), который считается лучшим альбомом группы и лучшим рок-релизом в Югославии. Перед выпуском пластинки вышел промосингл «Zemlja»/«Prvi i poslednji dan» (серб. Земля/Первый и последний день). «Ekatarina velika» стала ориентироваться чаще на гитарные соло после прихода австрийского продюсера Теодора Янни. Также фанаты оценили оформление альбома, на обложке которого изображена Маргита Стефанович. В оформлении обложки принимал участие художник Вук Видор.
Самыми популярными песнями стали «Zemlja» (серб. Земля), «Pored mene» (серб. Рядом со мной), «Ljubav» (серб. Любовь), «7 dana» (серб. 7 дней) и «Ljudi iz gradova» (серб. Люди из городов). На пластинке есть и представитель депрессивной лирики — песня «Tonemo» (серб. Тонем).
Группа подтвердила свой звёздный статус, выступив на арене «Pionir» в Белграде. В начале 1988 года началось новое турне совместно с новыми музыкантами: Таней Йовичевич и Дзвинко Дукачем. Вскоре Феце вернулся из армии и на несколько месяцев стал членом «EKV», заменив Тодоровича, но в мае 1988 года покинул страну и уехал в Нью-Йорк. Тодорович снова вернулся в группу.

#### 1989: Samo par godina za nas
В 1989 году ЕКВ выпустила пятый альбом «Samo par godina za nas» (серб. Всего пара лет для нас). Критика ожидала продолжения темпов альбома «Ljubav», но в альбоме оказалось много песен, посвящённых социальным проблемам. Эти песни оказались пророческими, так как там угадывались намёки на раскол страны, гражданскую войну и разрушение моральных ценностей. Известными песнями стали «Krug» (серб. Круг), «Srce» (серб. Сердце) и «Par godina za nas» (серб. Пара лет для нас), которая в 2006 году была признана величайшей песней югославских исполнителей всех времён и народов. Примерно точно так же о ней высказывался и Милан Младенович в 1992 году в телепередаче «ТВ Постер», назвав её лучшей песней из репертуара группы.

### 1990-е годы

#### 1991: Dum dum
Боян Печар переехал жить в Лондон в начале 1990-х, а вскоре Срджан Тодорович покинул коллектив для актёрской карьеры. Вскоре Милан и Маргита пригласили в группу басиста Драгишу Ускоковича и барабанщика Марко Миливовича. Вместе был издан шестой альбом «Dum dum» (серб. Бам-бам), который считается одним из самых тяжёлых и мрачных альбомов. Как и в предыдущем альбоме, в песнях преобладали мрачные настроения и предчувствия катастрофы, изображавшие трудную политическую обстановку.
В 1991 году группа дала концерт в Сараево на Олимпийском стадионе для 50-тысячной публики, призывая не развязывать войну. А весной 1992 года Милан стал также участником югославской супер-группы «Rimtutituki», принимая участие в антивоенных митингах. Группа выпустила сингл «Slušaj 'Vamo» (серб. Слушай сюда), выпустив также видеоклип на эту песню.

#### 1993: Neko nas posmatra
В 1993 году группа записала седьмой и последний альбом «Neko nas posmatra» (серб. Кто-то на нас смотрит). Этот альбом критики признали неудачным из репертуара группы. Тем не менее, пластинка характеризовалась мягким и спокойным звуком, а также оптимистичной лирикой. В альбоме содержится кавер-версия песни «istina mašina» (серб. Настоящая машина) группы «Time», а также известные песни «Zajedno» (серб. Вместе), «Jadransko more» (серб. Адриатическое море) и «Ponos» (серб. Гордость). Только спустя много лет этот альбом получил высокие оценки.

### Распад группы
В 1994 году группа уже прекратила выступать в Югославии и стала давать чаще концерты за границей. Милан отправился в Бразилию для работы над группой «Angel’s Breath». Сама же «EKV» планировала записать восьмой альбом «Ponovo zajedno» (серб. Снова вместе), однако 24 августа 1994 на фестивале «Pjesma Mediterana» (серб. Песня Средиземноморья) в черногорском городе Будва случилось несчастье: Милан Младенович попал в больницу, где ему поставили диагноз: рак поджелудочной железы.
Несмотря на усилия врачей, 5 ноября 1994 Милан скончался в Белграде в возрасте 36 лет. Смерть его стала ударом для группы, и после его кончины Маргита, Драгиша и Марко объявили о распаде группы. Вскоре стали умирать один за другим участники группы: 31 октября 1998 от сердечного приступа умер Боян Печар. А 18 сентября 2002 скончалась последняя участница группы Маргита Стефанович. Причины смерти не назывались официально, но уже известно, что Маргита умерла после передозировки наркотиков. Ей было всего 43 года.
Нет в живых также Ивана Вдовича, погибшего в 1992 году, и Душана Деяновича, который скончался 16 ноября 2000 от СПИДа.

### Влияние на музыку
«Ekatarina Velika» очень сильно повлияла на рок-музыку Югославии, став одной из самых известных групп и повлияв на культуру всех бывших югославских республик. Её называют в числе любимых исполнителей такие современные певцы и певицы, как Каролина Гочева (Македония) и Мария Шерифович (Сербия). EKV расширила базу рок-музыки, существовавшую ранее, и вывела её на совершенно новый уровень. Хотя уже прошло 15 лет с момента распада коллектива, а из его участников почти никто не дожил до наших дней, творчеством группы увлекаются современные коллективы.

## Участники

### Основные
- Милан Младенович — вокал, гитара (февраль 1982 — лето 1994)
- Маргита «Маги» Стефанович — клавишные (конец 1982 — лето 1994)
- Боян Печар — бас-гитара (начало 1983 — конец 1990)

### Сессионные
- Драгомир «Гаги» Михайлович — гитара (февраль 1982—1984)
- Зоран «Шваба» Радомирович — бас-гитара (февраль — декабрь 1982)
- Душан «Джинджер» Деянович — ударные (февраль — декабрь 1982)
- Бранко «Манго» Куштрин — ударные (февраль 1982 — начало 1983)
- Ивица «Вд» Вдович — ударные (начало 1983 — осень 1984)
- Иван «Фирчи» Феце — ударные (осень 1984 — конец 1985; январь — май 1988)
- Иван «Рака» Ранкович — ударные (конец 1985 — начало 1987)
- Срджан «Жика» Тодорович — ударные (начало 1987 — начало 1988; май 1988 — конец 1990)
- Марко Миливоевич — ударные (начало 1990 — лето 1994)
- Мишко Плави — бас-гитара (начало 1990 — весна 1991)
- Душан Петрович / Бата Божанич — бас-гитара (весна — осень 1991)
- Драгиша «Чима» Ускокович — бас-гитара (осень 1991 — конец 1993)
- Боле Станоевич — бас-гитара (лето 1994)

## Дискография

### Студийные альбомы
- 1984 Katarina II
- 1985 Ekatarina Velika
- 1986 S' vetrom uz lice
- 1987 Ljubav
- 1989 Samo par godina za nas
- 1991 Dum dum
- 1993 Neko nas posmatra

### Концертные альбомы
- 1987 19LIVE86
- 1997 Live 88
- 2001 Kao u snu — EKV Live 1991

### Сборники
- 1997 Kao Nada, Kao Govor, Kao More…[2]
- 2007 EKV Revisited

### Трибьюты
- 2003 Kao da je bilo nekad
- 2003 Jako dobar tattoo — Tribute to EKV